# Mujtar al-Thaqafi
Al-Mukhtar ibn Abi Ubayd Al-Thaqafi (en árabe: ٱلْمُخْتَار ٱبْن أَبِي عُبَيْد ٱلثَّقَفِيّ‎: , al-Mukhtār ibn Abī ʿUbayd al-Thaqafīy; c. 622 – 3 de abril de 687) fue un revolucionario pro-alide basado en Kufa, quien dirigió una rebelión contra el califato omeya en 685 y gobernó sobre la mayor parte de Irak por dieciocho meses durante la Segunda Fitna.
Nacido en Taif, Mukhtar se mudó a Irak a una corta edad y creció en Kufa. Tras la muerte de Husáin ibn Ali, un nieto del profeta islámico Mahoma, a manos del ejército omeya en la Batalla de Kerbala en 680, se alió con el califa rival Abd Alá ibn al-Zubayr en La Meca, pero la alianza duró poco. Mukhtar regresó a Kufa donde declaró a Muhammad ibn al-Hanafiyyah, otro hijo del asesinado califa ortodoxo Ali (r. 656–661) y hermano de Husáin, como el mahdi y el imam, y llamó a que se estableciera un califato alide y a que se tomara represalia por el asesinato de Husáin. Conquistó Kufa en octubre de 685, después de expulsar al gobernador zubayrida, y luego ordenó la ejecución de aquellos implicados en el asesinato de Husáin. Las hostiles relaciones con Ibn al-Zubayr finalmente llevaron a la muerte de Mukhtar a manos de las tropas del gobernador zubayrida de Basora, Mus'ab ibn al-Zubayr, tras un sitio de cuatro meses.
Si bien Mukhtar fue derrotado, su movimiento habría de tener consecuencias de gran alcance. Tras su muerte, sus seguidores formaron una secta radical chií, después conocida como los Kaysanitas, que desarrollaron varias doctrinas novedosas e influyó en la ideología chií posterior. Mukhtar levantó el estado social de los mawali (conversos locales al islam) y se convirtieron en una entidad política importante. Los mawali y los kaysanitas jugarían luego un papel significativo en la revolución abasí sesenta años después. Mukhtar es una figura controversial entre los musulmanes, condenado por muchos como un falso profeta, pero reverenciado por los chiíes debido a su apoyo a los alides. Las perspectivas de los historiadores modernos varían desde verlo como un revolucionario sincero hasta verlo como un oportunista ambicioso.

## Contexto

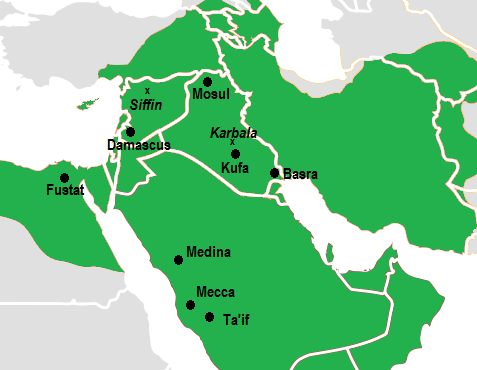
Ali movió la capital del califato de Medina a Kufa.

Mukhtar nació en Taif en 622 d. C. (el año en el que el profeta islámico Mahoma emigró a Medina), hijo de Abu Ubayd al-Thaqafi, un comandante del ejército musulmán de la tribu Banu Thaqif, y de Dawma bint Amr ibn Wahb ibn Muattib. Luego de la muerte de Mahoma en 632, Abu Bakr se convirtió en califa. Abu Bakr murió dos años más tarde y fue sucedido por Úmar, quien expandió las conquistas musulmanas iniciadas por Abu Bakr, y envió al padre de Mukhtar, Abu Ubayd, al frente iraquí. Abu Ubayd murió en la Batalla del Puente en noviembre de 634. Mukhtar, que al momento tenía trece años de edad, permaneció en Irak después de la conquista musulmana de esta región, y fue criado por su tío Saad ibn Masud al-Thaqafi. Úmar fue asesinado por el esclavo persa Piruz Nahavandi en 644, tras lo cual su sucesor, Uthmán, gobernó durante doce años antes de ser asesinado por rebeldes en 656.
Luego de la muerte de Uthmán, Alí, un primo y yerno de Mahoma, se convirtió en califa y movió la capital de Medina a Kufa, donde Mukhtar trabajó a su cargo en alguna oficina menor, y el tío de Mukhtar se convirtió en gobernador de la cercana ciudad de al-Madain. Unos cuantos compañeros de Mahoma, incluyendo Muawiya, el gobernador de Siria, se rehusaron a reconocer la autoridad de Ali, y la guerra civil estalló. La Batalla de Siffín terminó en un punto muerto (julio de 657), cuando las fuerzas de Alí se rehusaron a luchar en respuesta a los llamados de Muawiya por arbitraje externo. Alí aceptó las charlas a regañadientes pero una facción de sus fuerzas, más tarde llamados jariyies, se retiró en protesta, condenando la aceptación del arbitraje por parte de Ali como blasfema. El arbitraje no logró resolver la disputa entre Muawiya y Alí y este último fue luego asesinado por un jariyí en enero de 661.
El hijo mayor de Alí, Hasan, se convirtió en califa, pero Muawiya desafió su autoridad e invadió Irak. Mientras Hasan movilizaba sus tropas fue herido por un jariyí cerca de Madain y fue llevado a la casa del tío de Mukhtar. Allí al parecer Mukhtar recomendó que Hasan fuera entregado a Muawiya a cambio de favores políticos, pero su tío rechazó la idea. En agosto de 661, Hasan abdicó el califato a Muawiya en un tratado de paz y la capital fue transferida a Damasco. Unos años antes de su muerte, Muawiya nominó a su hijo Yazid como su sucesor,  fundando así el califato omeya. La nominación de Yazid provocó la ira de los alides, pues fue vista como la violación del tratado de paz, que estipulaba que Muawiya no nombraría un sucesor.
Existe muy poca información sobre los primeros años de vida de Mukhtar, y sólo ganó prominencia cuando ya tenía alrededor de sesenta años de edad.

## Rebelión
Con el ascenso al califato de Yazid en abril de 680, los habitantes pro-alides de Kufa instaron a Husáin ibn Ali, el hermano menor de Hasan, quien ya había muerto para entonces, a comandar una rebelión contra Yazid. Husáin envió adelante a su primo Muslim ibn Aqil a evaluar el ambiente político en Kufa. Mukhtar alojó a Ibn Aqil en su casa antes de la llegada de Ubayd Allah ibn Ziyad. Este último había sido nombrado para reemplazar como gobernador al suegro de Mukhtar, Nu'man ibn Bashir, debido a la actitud benigna de Ibn Bashir hacia Ibn Aqil y sus seguidores. Como resultado de la supresión a Ibn Ziyad y de maniobras políticas, la cantidad de seguidores de Ibn Aqil empezó a disminuir y este se vio forzado a declarar la rebelión prematuramente. Mukhtar no estaba en ese momento en la ciudad. Tras escuchar las noticias, intentó reunir seguidores de los alrededores de Kufa, pero la revuelta de Ibn Aqil fue derrotada y este fue ejecutado antes de que Mukhtar hubiera regresado a la ciudad. Mukhtar fue arrestado y llevado ante el gobernador, pero negó estar involucrado en la revuelta. Mientras Mukhtar estuvo encarcelado, Husáin era asesinado por las fuerzas de Ibn Ziyad en la Batalla de Kerbala el 10 de octubre de 680. Mukhtar fue liberado luego, gracias a la intervención de Abdullah ibn Umar, un influyente hijo del segundo califa y cuñado de Mukhtar, y se le ordenó abandonar Kufa.

### Exilio en La Meca
Para este momento, Abd Allah ibn al-Zubayr, un hijo de Zubayr ibn al-Awam, compañero de Mahoma, había empezado a obtener lealtades en secreto en La Meca y había llegado a controlar el Hiyaz (Arabia occidental) entero. Habiendo abandonado Kufa, Mukhtar se dirigió a La Meca y le ofreció su lealtad a Ibn al-Zubayr con la condición de que fuera consultado sobre asuntos importantes y se le otorgara una posición alta, lo que Ibn al-Zubayr rechazó. Mukhtar entonces se marchó a Taif y un año después Ibn al-Zubayr, persuadido por sus asesores, aceptó la oferta de Mukhtar bajo los mismos términos. Cuando Yazid envió un ejército a retomar La Meca en 683, Mukhtar participó en la defensa de la ciudad. Después de que Yazid murió en noviembre, el ejército omeya se retiró e Ibn al-Zubayr proclamó abiertamente su califato. Personas provenientes de Kufa le habían informado a Mukhtar que la ciudad había caído bajo el control de Ibn al-Zubayr, pero que muchos de sus habitantes buscaban un líder independiente salido de entre su propia gente. Mukhtar declaró que él era el hombre que buscaban. Mientras estaba en La Meca,  buscó el permiso de otro hijo de Ali, Muhammad ibn al-Hanafiyyah, para vengar la muerte de Husáin y obtener el poder a favor de Ibn al-Hanafiyyah. Este último respondió que ni aprobaba ni desaprobaba tal acción, pero que debía evitarse el derramamiento de sangre. Ya Mukhtar le había hecho la misma oferta antes al hijo de Husáin, Ali Zayn al-Abidin pero había sido rechazado. Cinco meses después de la muerte de Yazid, Mukhtar regresó a Kufa sin informárselo a Ibn al-Zubayr, de quien creía que no había mantenido su promesa. Algunas narraciones afirman que el mismo Ibn al-Zubayr le había enviado a Kufa como gobernador con órdenes de reunir una fuerza capaz de resistir los intentos omeyas de reconquistar Irak. Los historiadores modernos consideran, sin embargo, que esto es improbable.

### Regreso a Kufa

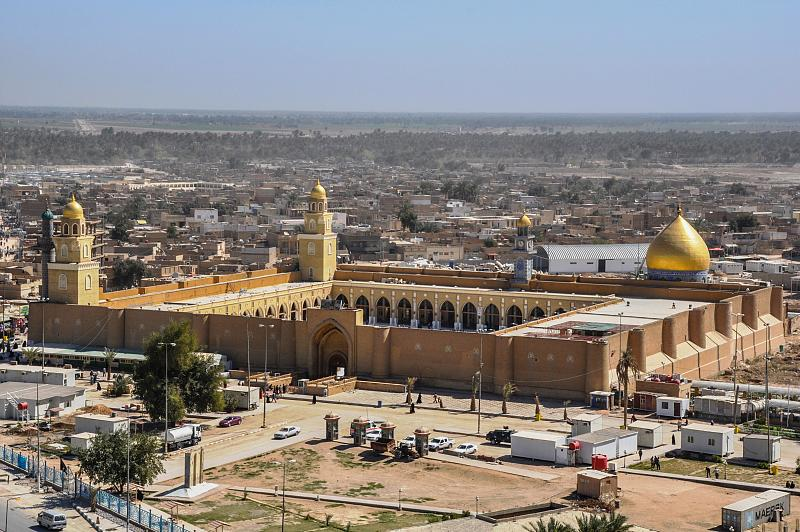
Vista de Kufa actual, cuartel general de Mukhtar, y su Gran Mezquita, donde yace su tumba.

En Kufa, Mukhtar empezó a reclutar personas para tomar venganza contra los asesinos de Husáin, prometiéndoles victoria y fortuna. Al mismo tiempo, Solimán ibn Surad, un compañero de Mahoma y simpatizante de los alides, estaba congregando a un grupo de habitantes de Kufa, que se autodenominaron los Tawwabin (penitentes), para luchar contra las omeyas como expiación por no haber podido auxiliar a Husáin durante la Batalla de Karbala. El movimiento de los Tawwabin creó dificultades para Mukhtar. La mayoría de habitantes pro-alides de Kufa apoyaban a Ibn Surad porque había sido compañero de Mahoma, y como resultado, Mukhtar fue incapaz de atraer muchos reclutas a su propia causa. Criticó las acciones de los Tawwabin como prematuras y destinadas al fracaso, argumentando que Ibn Surad era viejo, débil, y un inexperto en cuestiones militares. Afirmó luego que era lugarteniente de Ibn al-Hanafiyyah (el otro hijo de Ali), a quien llamó "el Mahdi," declarando que estaba en ocultación en el Monte Radwa, cerca de Medina. Convenció a muchos partidarios alides, incluyendo a unos quinientos mawali (singular mawlā; conversos locales al islam, en su mayoría persas y árabes a quienes los omeyas trataban como ciudadanos de segunda clase), de que trabajaba bajo órdenes del Mahdi.
Dudando de la autenticidad de las afirmaciones de Mukhtar, un grupo de partidarios alides de Kufa fue a La Meca a buscar verificación de parte de Ibn al-Hanafiyyah. Este respondió de manera ambigua que estaba satisfecho con cualquiera a quien Dios usase para tomar venganza contra los enemigos de la familia del profeta. Interpretaron esto como una confirmación de las afirmaciones de Mukhtar y regresaron a unírsele. Para ganarse el favor de Ibrahim ibn al-Ashtar, un influyente partidario alide y líder de la tribu Nakhai, quien aún no había sido persuadido, Mukhtar le presentó una carta que afirmaba había sido escrita por Ibn al-Hanafiyyah. En ella, Ibn al-Hanafiyyah aparentemente se autoproclamaba el Mahdi e instaba a Ibn al-Ashtar a apoyar a Mukhtar. Tras expresar algunas dudas, Ibn al-Ashtar finalmente se le unió. La carta fue probablemente una falsificación, y parece que Ibn al-Hanafiyyah no tuvo ningún involucramiento en la rebelión. Con todo, toleró el uso de su nombre y no desaprobó las actividades de Mukhtar. Sin embargo, cuando quiso visitar a sus seguidores en Kufa, cambió de opinión por un rumor, difundido por Mukhtar al oír esta noticia, acerca de que el verdadero Mahdi no moriría si era golpeado por una espada.
Ibn al-Zubayr nombró a Abd Allah ibn Yazid como gobernador de Kufa en 684. Temeroso de Mukhtar, Ibn Yazid le encarceló. Algún tiempo después, Abdullah ibn Úmar intercedió por Mukhtar, quien prometió refrenarse de actividades en contra del gobierno y fue liberado.

### Derrocamiento del gobernador zubayrí
Tras su liberación, Mukhtar reanudó sus actividades revolucionarias. Los Tawwabin fueron derrotados por los omeyas en la Batalla de Ayn al-Warda en enero de 685, y la mayoría de los habitantes pro-alides de Kufa le ofrecieron lealtad a Mukhtar. Ibn al-Zubayr reemplazó a Ibn Yazid por Abd Allah ibn Muti como gobernador para contener la anticipada agitación pero en vano. Mukhtar y sus seguidores planearon derrocar el gobernador y tomar el control de Kufa el jueves 19 de octubre de 685. Al anochecer del 17 de octubre, los hombres de Mukhtar se enfrentaron con las fuerzas del gobierno. Mukhtar dio señal de una declaración de rebelión temprana a sus tropas al encender fuegos. Para la noche del miércoles 18 octubre, las fuerzas del gobierno habían sido derrotadas. Ibn Muti se escondió, y más tarde, con ayuda de Mukhtar, huyó a Basora. La mañana siguiente, Mukhtar recibió la lealtad de los habitantes de Kufa en la mezquita, basada en "Libro de Dios, Sunnah del Profeta, venganza por la familia del Profeta, defensa de los débiles y guerra contra los pecadores".

## Gobierno sobre Irak

Mukhtar controló gran parte de Irak desde octubre de 685 hasta finales de 686.
Región controlada por Abd al-Málik
Región bajo control de Mukhtar
Regiones bajo el control/influencia de Ibn al-Zubayr
Áreas controladas por los jariyíes

El apoyo a la revuelta de Mukhtar provenía de dos grupos divergentes: la nobleza tribal árabe y los mawali, conversos locales al islam, en su mayoría persas y árabes a quienes los omeyas trataban como ciudadanos de segunda clase. Al comienzo, Mukhtar intentó reconciliar las diferencias entre los dos grupos y apaciguarlos a ambos. Así pues, la mayoría de posiciones del gobierno, incluyendo las gobernaciones de Mosul y Madain, les fueron otorgadas a árabes. A los mawali, hasta entonces tratados como ciudadanos inferiores, se les dio el derecho a obtener botines de guerra y a recibir salarios del ejército, y se les permitió montar caballos. Anunció que cualesquiera esclavos mawali que se le unieran serían liberados, lo que resultó en un gran apoyo de parte de este grupo. Su guardia personal estaba también llena de mawali liderados por Abu Amra Kaysan. Los nobles, sin embargo, se molestaron por sus políticas hacia los mawali. A este punto, controlaba la mayor parte de Irak y sus dependencias, incluyendo Arminiya, Adharbayjan, Jibal y partes de la Mesopotamia superior. Los esfuerzos de sus seguidores por tomarse Basora, que estaba bajo control zubayrí, fueron infructuosos. Para entonces, Abd al-Málik ibn Marwan había tomado las riendas del poder omeya en Siria y luchaba por recuperar el control de las provincias perdidas.

### Contragolpe
Un año después de la Batalla de Ayn al-Warda, el ejército omeya ocupó Mosul y se encaminó a Kufa. Mukhtar envió tres mil soldados de caballería bajo el comando de Yazid ibn Anas. El 17 de julio de 686, derrotaron al ejército omeya, que les duplicaba en tamaño, cerca de Mosul. Esa noche, tras ordenar la ejecución de todos los cautivos sirios, Ibn Anas murió por una enfermedad. Al perder a su comandante, los kufanos se retiraron ante otro ejército omeya. En Kufa, se regó el rumor que las fuerzas de Mukhtar habían sido derrotadas y que Ibn Anas había caído en batalla. En respuesta, Mukhtar desplegó siete mil refuerzos comandados por Ibn al-Ashtar. Tomando ventaja de la ausencia de tropas, la nobleza de Kufa, cuyas relaciones con Mukhtar se habían deteriorado por su favoritismo hacia los mawali, intentaron derrocar a Mukhtar atacando su palacio. Le acusaban de robarles el prestigio.
Él y su partido han renunciado a nuestros piadosos ancestros. Ha seducido a nuestros esclavos y Mawali, y los ha elevado, les ha dado o prometido una parte de nuestros ingresos, y de esta manera nos ha robado...
A pesar del asedio, Mukhtar fue capaz de llamar de nuevo a Ibn al-Ashtar. Tres días después de su salida de Kufa, el ejército de Ibn al-Ashtar regresó y derrotó la revuelta.

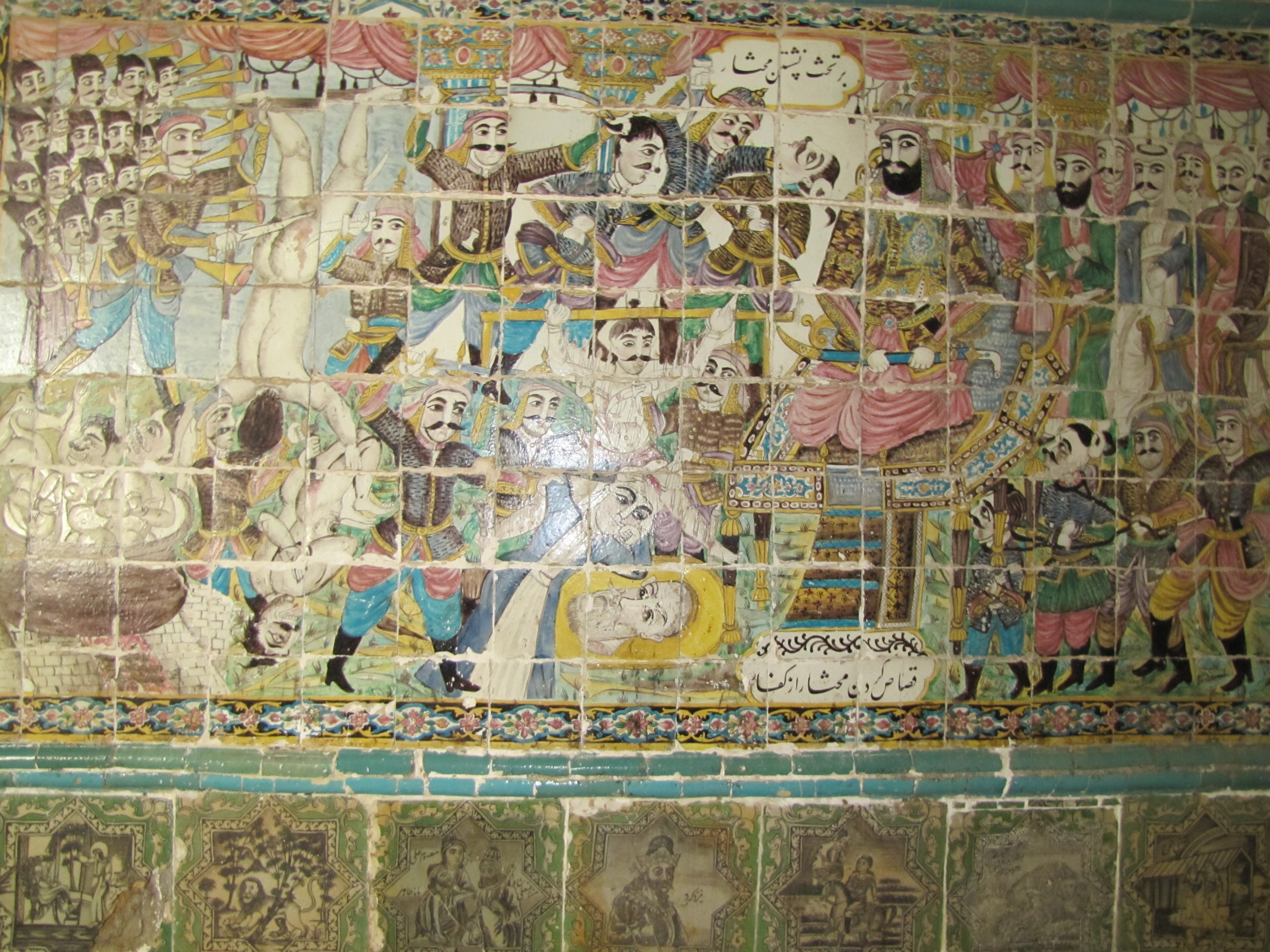
Azulejos en Kermanshah que muestran a Mukhtar supervisando los castigos de los implicados en el asesinato de Husáin ibn Ali

Tras eliminar a sus opositores, Mukhtar implementó medidas punitivas en contra de los implicados en la batalla de Kerbala. Ejecutó a la mayoría de ellos, incluyendo a Umar ibn Saad y a Shimr ibn Zilyawshan. Muchos otros fueron ejecutados bajo el pretexto de su implicación directa o indirecta en la batalla, mientras que aproximadamente diez mil kufanos huyeron a Basora. Las casas de muchos de los fugitivos fueron destruidas. Esto redujo aún más el soporte hacia Mukhtar y este empezó a depender cada vez más de los mawali.

### Batalla de Khazir
Dos días después de reafirmar el control sobre Kufa, Mukhtar envió a Ibn al-Ashtar con una fuerza de trece mil hombres a confrontar al ejército omeya comandado por Ibn Ziyad que se acercaba. Algunos de los soldados de Mukhtar llevaban una silla, alrededor de la cual daban vueltas, y de la que afirmaban había pertenecido a Ali y les daría la victoria en la batalla. Se dice que la idea había sido de Mukhtar. La había inventado para aumentar su apoyo entre las personas más religiosas y la habría comparado con el Arca de la Alianza, aunque el orientalista Julius Wellhausen sostiene que no fue él el creador del concepto. Les permitió cargar con la silla, ya que necesitaba de su fervor. Los ejércitos se encontraron a orillas del río Jazir a principios de agosto de 686. El ejército omeya fue derrotado y muchos de los líderes militares omeyas de alto rango cayeron en la batalla, incluyendo a Ibn Ziyad y a Husáin ibn Numayr al-Sakuni. Se desconoce la fecha exacta de la batalla, aunque algunas fuentes la sitúan el 6 de agosto, coincidiendo con el 10 de muharram, la fecha de la muerte de Husáin. La muerte de Ibn Ziyad fue vista como el cumplimiento de la promesa de venganza de Mukhtar en contra de los asesinos de Husáin.

### Relaciones con Ibn al-Zubayr
Algún tiempo después de haber expulsado a Ibn Muti, Mukhtar se quejó ante Ibn al-Zubayr por el incumplimiento de su promesa, a pesar de que Mukhtar le había servido bien. Mukhtar, sin embargo, le ofreció su apoyo si era necesario. Aunque Ibn al-Zubayr había considerado leal a Mukhtar, este último se rehusó a entregarle el control de Kufa al gobernador designado por el califa, Umar ibn Abd al-Rahman. El gobernador abandonó la ciudad después de haber sido sobornado y amenazado por Mukhtar.
En 686, Mukhtar simuló una oferta de apoyo militar a Ibn al-Zubayr en contra de un inminente ataque omeya a Medina con la intención final de derrocarlo. Ibn al-Zubayr aceptó y le solicitó tropas para Wadi al-Qura, un valle al norte de Medina, pero en cambio, Mukhtar envió a tres mil combatientes comandados por Shurahbil ibn Wars con órdenes de entrar en Medina hasta nuevo aviso. Entretanto, Ibn al-Zubayr envió a su hombre de confianza Abbas ibn Sahl al mando de una fuerza de dos mil hombres con instrucciones de escoltar a Ibn Wars y sus hombres hasta Wadi al-Qura en previsión del ejército sirio, y de matar a los leales a Mukhtar si se rehusaban. En efecto, Ibn Wars se negó y fue asesinado junto con la mayoría de sus hombres. Mukhtar informó entonces a Ibn al-Hanafiyyah acerca de su plan frustrado de apoderarse de la región para los alides y se ofreció a enviar otro ejército a Medina si Ibn al-Hanafiyyah notificaba a los habitantes de la ciudad que Mukhtar estaba trabajando en su nombre. Ibn al-Hanafiyyah se negó, citando su oposición al derramamiento de sangre. No obstante, Ibn al-Zubayr, tras darse cuenta de las intenciones de Mukhtar y temeroso de una revuelta pro-alide en el Hiyaz, arrestó a Ibn al-Hanafiyyah para ganarse su lealtad por la fuerza, con la esperanza de que Mukhtar haría lo propio. Ibn al-Hanafiyyah pidió ayuda a Mukhtar, quien en consecuencia envió una fuerza de cuatro mil hombres a liberarlo. Esto provocó un mayor deterioro de las relaciones entre La Meca y Kufa.

## Muerte
En 687, Musab ibn al-Zubayr, gobernador de Basora y hermano menor de Abd Allah ibn al-Zubayr, lanzó un asalto contra Kufa. Una porción considerable de su ejército estaba conformada por nobles de Kufa, que habían huido antes de las medidas punitivas de Mukhtar. No hay certeza sobre el tamaño del ejército de kufano de Mukhtar y las cifras varían entre tres mil y sesenta mil, dependiendo de la fuente. Los kufanos se retiraron tras su derrota en las batallas de Madhar, ubicada a orillas del Tigris entre Basora y Kufa, y de Harura, un pueblo cercano a Kufa. Musab luego puso sitio al palacio de Mukhtar durante cuatro meses. Ibn al-Ashtar, que para entonces era gobernador de Mosul, no intentó ayudar a Mukhtar, bien porque no se le llamó a actuar o porque se rehusó a cumplir con el llamado de Mukhtar. En cualquier caso, se unió luego a Musab. El 3 de abril de 687, Mukhtar salió del palacio acompañado por diecinueve de sus simpatizantes (los demás se habían rehusado a pelear) y cayó en la refriega. Poco después, los partidarios restantes de Mukhtar, que sumaban unos seis mil, se rindieron y fueron ejecutados por Musab. Una de las esposas de Mukhtar, Umrah bint Nu'man ibn Bashir al-Ansari, se negó a denunciar las ideas de su marido y, en consecuencia, fue ejecutada, mientras que su otra esposa le condenó y así se salvó. La mano de Mukhtar fue cortada y colgada en la pared de la mezquita. Según se dice, su tumba se encuentra dentro del santuario de Muslim ibn Aqil, en la parte trasera de la Gran Mezquita de Kufa . Algunas fuentes, sin embargo, afirman que Mus'ab había quemado su cuerpo.

## Legado
Si bien Mukhtar gobernó por menos de dos años, su ideología sobrevivió a su muerte. Fue durante su gobierno que los mawali ganaron importancia, para gran descontento de la nobleza árabe kufana. Había proclamado a Muhammad ibn al-Hanafiyyah como el Mahdi y el Imam. Esta es probablemente la primera referencia al Mahdi en la historia del islam. Esta idea se volvió influyente después, particularmente en el islam chií, donde se convirtió en uno de sus principios centrales. Fue la primera persona en introducir el concepto de Bada' (cambio en la voluntad divina), cuando tras la derrota en la batalla de Madhar, sobre la cual había afirmado que se le había prometido la victoria, dijo que Dios había cambiado sus planes.
Sus seguidores se convertirían después en una secta chií independiente conocida como los kaysanitas. Estos introdujeron las doctrinas de la Ocultación (Ghayba) y el Retorno (Ray'a) del Mahdi. Después de la muerte de Ibn al-Hanafiyyah, algunos kaysanitas creyeron que no había muerto, sino que estaba escondido en el monte Radwa y que volvería algún día a librar al mundo de la injusticia. La mayoría de los kaysanitas, sin embargo, declararon que el hijo de ibn-Hanafiyyah, Abu Hashim, era su imán. De acuerdo con los abasíes, este le transfirió entonces el Imanato a Muhammad ibn Ali ibn Abdallah ibn Abbas, el líder de su casa, antes de morir. Los abasíes usaron esto como una herramienta de propaganda durante su revolución para así aumentar su legitimidad y apelar a las masas pro-alides. Dos de los hijos de Muhammad ibn Ali, as-Saffah y al-Mansur, finalmente establecerían el califato abasí. Al describir las similitudes entre Mukhtar y el revolucionario abasí Abu Muslim Jorasani, que reclutó tanto a árabes como a mawali en su ejército y los trató como iguales, Wellhausen escribe: "Si la doctrina de Ray'a es correcta, entonces el árabe de Khutarnia [Mukhtar] volvió a la vida en el Maula [mawlā ] de Khutarnia [Abu Muslim]".
Muchos musulmanes consideran a Mukhtar un mentiroso que afirmó ser profeta y le consideran un enemigo de los alides, que usó el nombre de estos para ganar poder y que ejecutó a los asesinos de Husáin solo para consolidar su apoyo entre los pro-alides. Según Wellhausen, aunque nunca se llamó explícitamente a sí mismo profeta, las acusaciones se arraigaron debido a sus alardes y afirmaciones excesivas, que hacía en el estilo de prosa rimada (Saj' o Sach) de los antiguos adivinos árabes. Se afirma que Mahoma dijo: "Habrá en Thaqif un gran mentiroso y un destructor". Para ellos, el mentiroso es Mukhtar y el destructor es Hayyach ibn Yúsuf. Por otra parte, los chiíes lo consideran un partidario sincero de Ali y su familia, quien vengó el asesinato de Husáin y su escolta. Sostienen que las acusaciones alzadas en su contra con respecto a ser profeta, su papel en la secta kaysanita y su ansia de poder son solamente propaganda omeya y zubayrí. Los primitivos chiíes, sin embargo, tenían una opinión hostil de él, surgida de su actitud hacia Hasan y su supuesta incompetencia durante la revuelta de Ibn Aqil. Además, el haber proclamado a Ibn al-Hanafiyyah, quien no era un fatimí, puede también haber contribuido también a esto, en tanto la mayoría de chiíes en tiempos posteriores se adhirieron a la línea fatimí de los alides.

### Opiniones de la familia alide
Hay diferentes versiones acerca de cómo veían los miembros prominentes de la familia alide a Mukhtar. Una versión sostiene que el hijo de Husáin y cuarto Imam chií, Ali Zayn al-Abidin, oró por él tras ver las cabezas de Ibn Ziyad y Umar ibn Sa'ad, mientras que otra versión sostiene que rechazó los regalos de Mukhtar y le llamó mentiroso. El nieto de Husáin, Muhammad al-Baqir, lo elogió: "No habléis mal de Mukhtar. Mató a nuestros asesinos, buscó venganza por nuestra sangre y concertó matrimonios para nuestras viudas." Al-Baqir lo elogió aún más cuando el hijo de Mukhtar le preguntó a al-Baqir su opinión sobre Mukhtar. Se afirma que el bisnieto de Husáin, Ya'far as-Sadiq, dijo: "Las mujeres de los Banu Hashim no peinaron ni tiñeron [sus cabellos] hasta que al-Mukhtar vino a nosotros con las cabezas de esos [que] asesinaron a Husáin." También se afirma que Ya'far as-Sadiq dijo que Mukhtar solía mentir acerca de Ali Zayn al-Abidin.

### Opiniones académicas modernas
Mientras las descripciones históricas son unánimes en mostrar a Mukhtar en una luz negativa, los historiadores modernos sostienen una variedad de opiniones. Wellhausen escribe que si bien Mukhtar no afirmó ser profeta, hizo todo el esfuerzo que pudo en crear la impresión de ser uno, y hablaba de tal manera como si se sentara en el concejo de Dios. Concluye que Mukhtar era, con todo, un hombre sincero que intentó erradicar las diferencias sociales de su tiempo. Afirma, aún más, que Mukhtar hizo proclamas extravagantes y había explotado el nombre de Ibn al-Hanifiyya por necesidad, pues no habría logrado sus objetivos en su propio nombre. Le llama "... uno de los hombres más grandes de la historia islámica, [que] se anticipó al futuro." El historiador Hugh Kennedy escribe que Mukhtar fue un revolucionario que intentó juntar una coalición kufana unida pero fue asaltado por las divisiones internas y abandonado por la familia alide. Antes de su muerte, se afirma que Mukhtar dijo:
Soy uno de los árabes. Vi que Ibn Zubayr se hizo con el poder en el Hiyaz y que Najda [líder jariyí] hizo lo mismo en al-Yamama y Marwán en Siria, y no me vi inferior a otros árabes. Por tanto, conquisté esta región y me volví como uno de ellos, excepto que busqué vengar la sangre de la familia del Profeta, mientras que los demás árabes ignoraron el asunto. Maté a todos los que hicieron parte en el derramamiento de su sangre y lo he seguido haciendo hasta hoy...
El académico de oriente medio Moshe Sharon describe esto como una descripción adecuada de sus actividades. El profesor Abdulaziz Sachedina, por otra parte, lo llama un político ambicioso que manipuló los sentimientos religiosos de la gente común para su propio bien.